# Костел Святого Вацлава
Косте́л Свято́го Ва́цлава — католицький храм в Житомирі, що був побудований  після видання в 1905 році указу царя Миколи II про віротерпимість, протягом 1908 року. У 1948 році рішенням Житомирського виконкому будівля костелу знята з реєстрації. Того ж року в приміщенні був створений клуб, який згодом перетворювали в бібліотеку, споживчі спілки тощо. У 2002 році відбулось урочисте повернення будівлі костелу віруючим римо-католикам. 

## Історія
На межі XIX-XX століть в передмісті Житомира існувало два села: Крошня Руська, населена поляками, і Крошня Чеська, яку з кінця XX століття заселили чеські переселенці. Незважаючи на те, що жителі обох міст були католиками, царська влада не погодилася на будівництво римо-католицького костелу. Така можливість з'явилася лише після видання в 1905 році указу царя Миколи II про віротерпимість. В 1907 році віруючий католик польського походження Андрій Олександрович Аршеневський дарував парафії землі під будівництво храму, який було зведено вже наступного року. До приходу костелу належали не тільки поляки, але й чехи, що з  оселились в приміському селищі Крошня.
У 1948 році рішенням Житомирського виконкому будівля костелу знята з реєстрації. Того ж року в приміщенні був створений клуб, який згодом закрили та організували бібліотеку. Та й бібліотека не стала популярною у місцевих жителів, які знали історію споруди. Тому в 1957 році тут розмістили Крошенське споживче товариство, а в 1960 році — Житомирський харчокомбінат облспоживспілки.
Завдяки наполегливості отця Камілевський Людвік, настоятеля парафії Св. Вацлава  в 2000—2018 роках, 09.10.2001 р. — відновленно реєстрацію крошенської Римо-Католицької парафії св. Вацлава.
У 2002 році храм вдалося повернути віруючим. Довелось відбудовувати каплицю та дзвіницю, ремонтувати фасад костелу.
21.03.2002 р. — урочисте повернення будівлі костелу віруючим римо-католикам відбулося в присутності Голови житомирської обласної Держадміністрації та ін. посадових осіб, настоятеля парафії о. Прелата Людвіка Камілевського та декількох сотень вірних.
15 Серпня 2002 р. — в приміщенні храму почали відправлятись Святі Меси.
7 жовтня 2007 року, до 100-річчя створення парафії, урочисто встановили пам'ятний знак у вигляді хреста.
28 вересня 2013 року архієпископ Петро Мальчук OFM консекрував відремонтований храм.
Від 26 серпня 2018 року настоятель парафії о.канонік Віктор Маковський.
Парафію обслуговують дієцезіальні священики. Працюють також черниці-назаретанки згромадження Сестер Пресвятої Родини з Назарету.